# تنیان
محل: صومعه‌سرا 
کشور: ایران
استان: گیلان
تاریخ نقشه برداری:۱۳/۷/۱۳۸۹
[شهرستان صومعه سرا  جغرافیایی ایران]، سازمان نقشه‌برداری کشور</ref>}}{{جعبه اطلاعات روستای ایران
|نام‌رسمی= تَنیان
|روی‌نقشه= 
|عرض‌جغرافیایی=
|طول‌جغرافیایی=
|تصویر=  
|اندازه‌تصویر= 
|برچسب‌تصویر= 
|استان=گیلان
|شهرستان= صومعه‌سرا 
|بخش= بخش میرزاکوچک 
|دهستان=تنیان
|نام‌محلی=تَنیون
|زبان محلی:تالشی
|نام‌های‌قدیمی=
|سال‌بنیاد= 
|جمعیت= ۶۸۲۵ نفر
|رشدجمعیت=
|تراکم‌جمعیت=
|زبان= تالشی
|مذهب=شیعه
|مساحت=
|ارتفاع= 
|میانگین‌دما=
|میانگین‌بارش‌سالانه=
|شمارروزهای‌یخبندان=
|ره‌آورد=
|پیش‌شماره=0135550
تنیان دهستانی بزرگ متشکل از چندیدن روستای هم جوار با موقعیت مکانی کوهستانی و جلگه ای در غرب استان گیلان شهرستان صومعه‌سرا واقع شده است
این روستا دارای مردمانی بسیار خون گرم و مهمان‌نواز می باشد-بسیار خوش آب وهواست وبه شهر ماسال هم نزدیک است.

## جمعیت
این روستا در دهستان گوراب زرمیخ قرار دارد و براساس سرشماری مرکز آمار ایران در سال۱۴۰۲، جمعیت آن ۶۳۲۵ نفر (۱۰۲۰خانوار) بوده‌است. مردم تنیان به زبان تالشی صحبت میکنند.